# 三菱電機プラントエンジニアリング
三菱電機プラントエンジニアリング株式会社（みつびしでんきプラントエンジニアリング、MITSUBISHI ELECTRIC PLANT ENGINEERING CORPORATION）は、三菱電機傘下の建設・エンジニアリング事業を行う企業。
発電所、上下水道設備、地域開発（道路・空港）、ビル電力システム、鉄道電力システムなど各種インフラの保守・管理・コンサルティング等を行っている。
三菱電機グループ内ではMPEC（エムピーイーシー）と略称で呼ばれることが多い。

## 概要

### 沿革
- 1977年7月 - 中部三菱電機プラントサービス株式会社及び関西三菱電機プラントサービス株式会社設立。
- 1978年
  - 4月 - 九州三菱電機プラントサービス株式会社設立。
  - 11月 ‐ 東日本三菱電機プラントサービス株式会社設立。
- 1998年10月 - 中部三菱電機プラントサービス、関西三菱電機プラントサービス、九州三菱電機プラントサービス、東日本三菱電機プラントサービスの4社を統合し、三菱電機プラントエンジニアリング株式会社へ社名変更。

### 事業所
- 本社：東京都台東区東上野5-24-8（住友不動産上野ビル6号館）
- 東日本本部：本社と同地

北海道支社
東北支社
関越支社
東関東支社
神奈川支社
- 中部本部：愛知県刈谷市神田町1-33

北陸支社
静岡支社
- 西日本本部：大阪市北区堂島2-2-2（近鉄堂島ビル）

中国支社
四国支社
- 九州本部：福岡市博多区上牟田1-17-1

長崎支店
- エンジニアリング本部：神戸市兵庫区和田崎町1-1-2（三菱電機神戸製作所内）

長崎事業所
伊丹事業所
赤穂事業所
丸亀事業所

## 関連子会社
- ビジョンテクノネット
- メルコプラントエキスパーツ
- 菱神電子エンジニアリング
- エム・ペック
- 星菱電機
- 青森テクノロジー